# 相良安之助

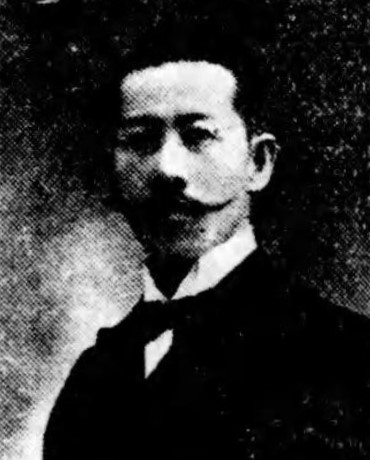
相良安之助

相良 安之助（さがら やすのすけ、1872年5月13日（明治5年4月7日） - 1948年（昭和23年）6月8日）は、明治から昭和時代前期の政治家・実業家。貴族院多額納税者議員。

## 経歴
相良笑蔵の長男として鹿児島県に生まれ、1905年（明治38年）9月、家督を相続する。生家は酒造業を営む。明治法律学校を卒業後、1897年（明治30年）鹿児島市柳町衛生組合組長、県衛生組合連合会会長、鹿児島市会議員、同市商業会議所議員、鹿児島県会議員、鹿児島肥料、鹿児島銀行、鹿児島朝日新聞各取締役などを歴任した。
1931年（昭和6年）鹿児島県多額納税者として補欠選挙で貴族院議員に互選され、同年7月4日から翌年の9月28日まで在任した。

## 親族
- 弟：敬三（貴族院多額納税者議員・藤武喜助の養子となる）[1][3]
- 妹：フチ（貴族院多額納税者議員・岩元達一の父、岩元善蔵に嫁ぐ）[3]